# رصدخانه تارتو

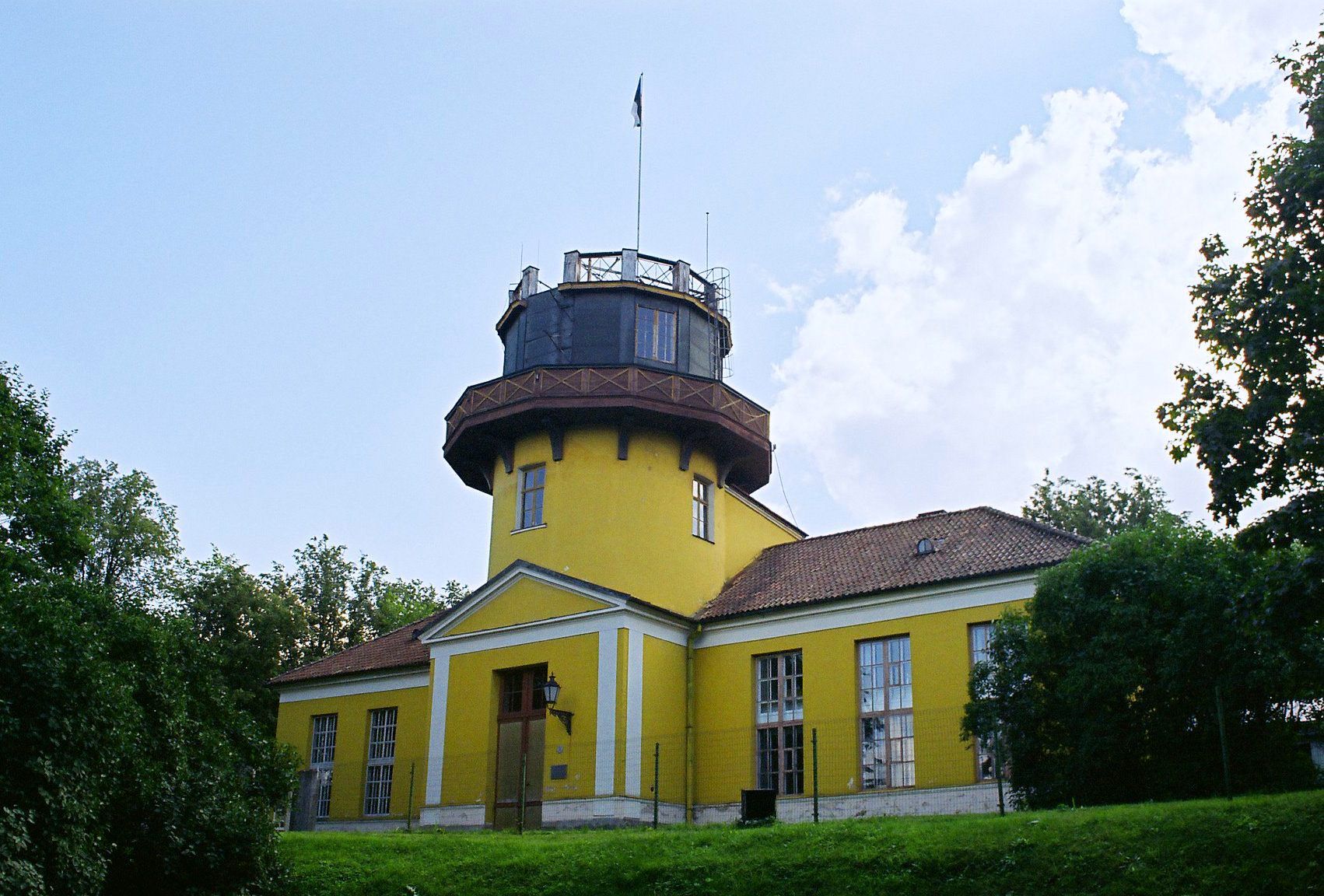
رصدخانه قدیمی دانشگاه تارتو

رصدخانه تارتو (به انگلیسی: Tartu Observatory) یک رصدخانه در توراور، استونی است.
این رصدخانه که در اصل تغییر مکان یافته رصدخانه قدیمی دانشگاه تارتو است ساختمان فعلی آن در سال ۱۹۵۸ شروع به ساخت و در سال ۱۹۶۳ ساخت آن به اتمام رسید و در سال ۱۹۶۴ مورد بهره‌برداری قرار گرفت، رصدخانه قدیمی نیز در سال ۱۸۱۰ میلادی بنیان‌گذاری شده بود. رصدخانه تارتو در ۲۰ کیلومتری جنوب غربی شهر تارتو واقع شده و هم‌اکنون این رصدخانه تحت مدیریت دانشگاه تارتو فعالیت می‌کند.